# Мадарипур (округ)
Мадарипур (бенг. মাদারীপুর জেলা, англ. Madaripur District) — округ на западе Бангладеш, в области Дакка. Образован в 1984 году из части территории округа Фаридпур. Административный центр — город Мадарипур. Площадь округа — 1144 км². По данным переписи 2001 года население округа составляло 1 137 008 человек. Уровень грамотности взрослого населения составлял 32,6 %, что ниже среднего уровня по Бангладеш (43,1 %). 85,67 % населения округа исповедовало ислам, 13,72 % — индуизм.

## Административно-территориальное деление
Округ состоит из 4 подокругов.
Подокруга (центр)
1. Мадарипур-Садар (Мадарипур)
2. Фасиатала (Фасиатала)
3. Калкини (Калкини)
4. Раджойр (Раджойр)
5. Шибчар (Шибчар)